# تيزفريت (سيدي بدهاج)
تيزفريت هي إحدى مشيخات المملكة المغربية، تتبع جغرافيا لإقليم الحوز وإداريًاⵎⴰⵙⵙ ⴱⴰⵀⴰⵊلسيدي بدهاج. يقدر عدد سكانها بـ 2748 نسمة حسب الإحصاء الرسمي للسكان والسكنى لسنة 2004.